# Oxypoda flebilis
Oxypoda flebilis är en skalbaggsart som beskrevs av Thomas Casey 1911. Oxypoda flebilis ingår i släktet Oxypoda och familjen kortvingar. Inga underarter finns listade i Catalogue of Life.